# Stockton Springs
Stockton Springs – miasto w Stanach Zjednoczonych, w stanie Maine, w hrabstwie Waldo.